# Luces antiguas
Luces antiguas (Ancient Lights, 11 de julio de 1912) Es un cuento escrito por Algernon Blackwood quien se caracterizó por sus obras fantásticas y por su gran admiración hacia el ocultismo. Publicó unas diez antologías de cuentos y escribió algunas novelas. Un cuento de terror hacia la naturaleza con una narrativa de suspenso creciente. Abarca momentos imprevistos de horror puro como El wendigo y Los sauces pero con menor intensidad.

## Sinopsis
El dueño de una casa está a disgusto con la perspectiva exterior de su terreno. Para ello, contrata a un agrimensor, quien estudiará el área para talar los árboles que obstruyen dicha perspectiva. El topógrafo decide saltar la cerca que divide el bosque del hogar y se adentra en la floresta. Ahí es testigo de experiencias delirantes: siente que el bosque lo persigue dejándolo sin escapatoria. Al final, consigue volver a la casa, y en una conversación posterior el dueño le explica por qué llaman a ese bosque “encantado”.